# Nora B-52
Nora B-52 (serbisk kyrilliskaː Нора Б-52) är ett serbiskt 155 mm självgående artillerisystem. Den är tillverkad av Yugoimport-SDPR, främst för Serbiens armé.

## Historia
Den första prototypen för systemet slutfördes år 2003. Utveckingen av Nora B-52 slutfördes 2004, och de första 12 systemen togs i bruk i den serbiska armén 2007.
I december 2013 mottog Bangladeshs armé ett antal Nora B-52.

## Konstruktion
Nora B-52 har en vikt på ungefär 28 000 kg. Fordonet har en hytt med en dörr på varje sida. Fordonet har en längd på 10,64 m. en bredd på 2,66 m och en höjd på 3,72 m.

## Varianter
- Nora B-52 K0: Den första varianten av Nora B-52.[1]
- Nora B-52 K1: Utrustad med ett oberoende automatiskt navigationssystem och ett halvöppet torn[1]
- Nora B-52 M03: Den tredje varianten, är utrustad med ett halvöppet torn och fullt pansarskydd.[1]
- Nora B-52-KE: Lättare version med en vikt på 27,4 ton. Den är också utrustad med ett halvöppet torn.[1]
- Nora B-52 K-I: Förbättrad version av Nora B-52 KE.[1]

## Motor
Nora B-52 drivs av en dieselmotor av typen Mercedes-Benz OM 501 LA på 360 hk.

## Övrigt
Nora B-52 kan avfyra upp till sex skott per minut och har då en utgångshastighet på ugefär 925 m/s.
Fordonet kan åka över hinder på 0,6 m och en grop på 1,8 m. Det kan uppnå en maxhastighet på 90 km/h (på väg) och en räckvidd på ca 1 000 km.

## Bilder

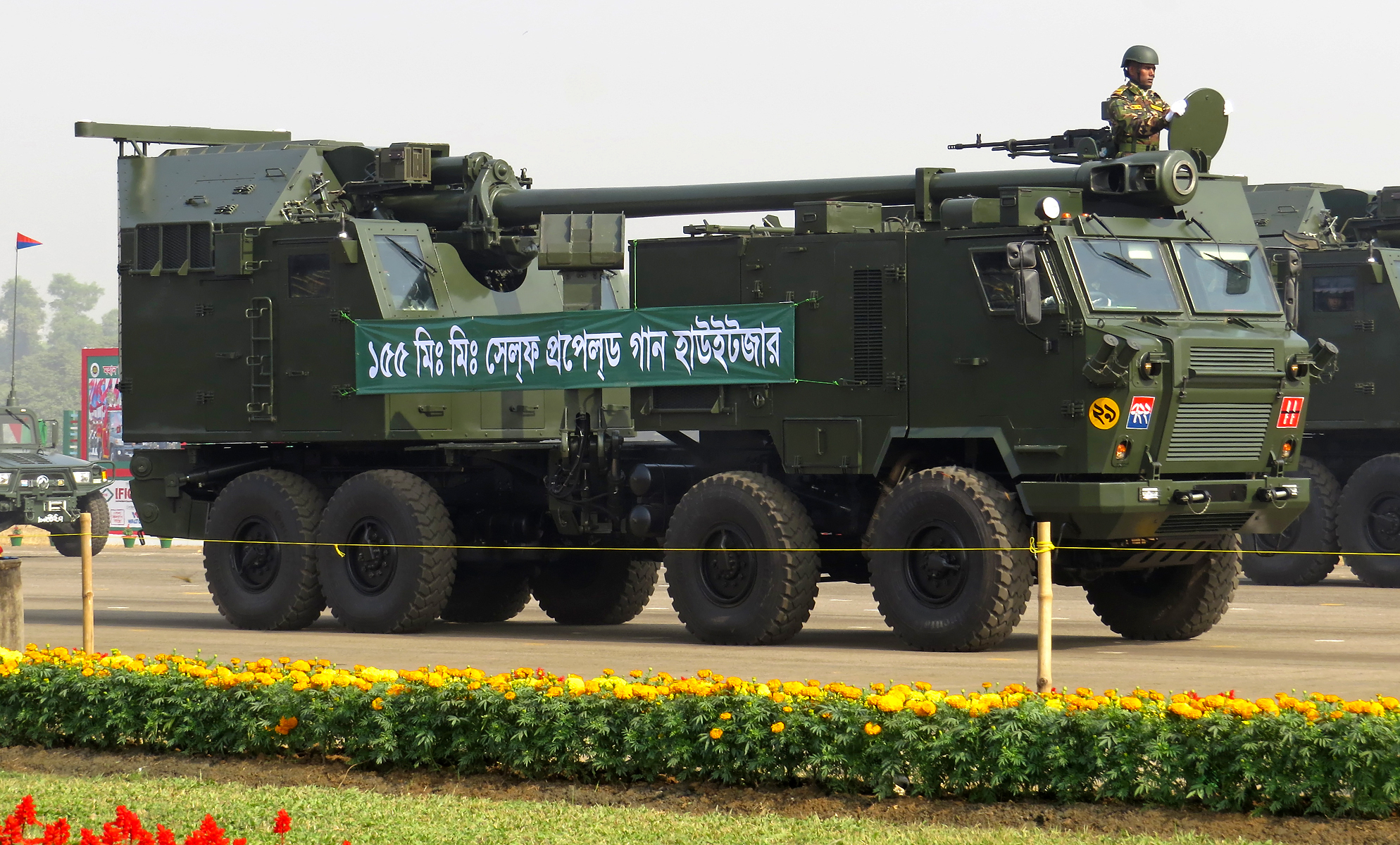
En Nora B-52 från Bangladesh.
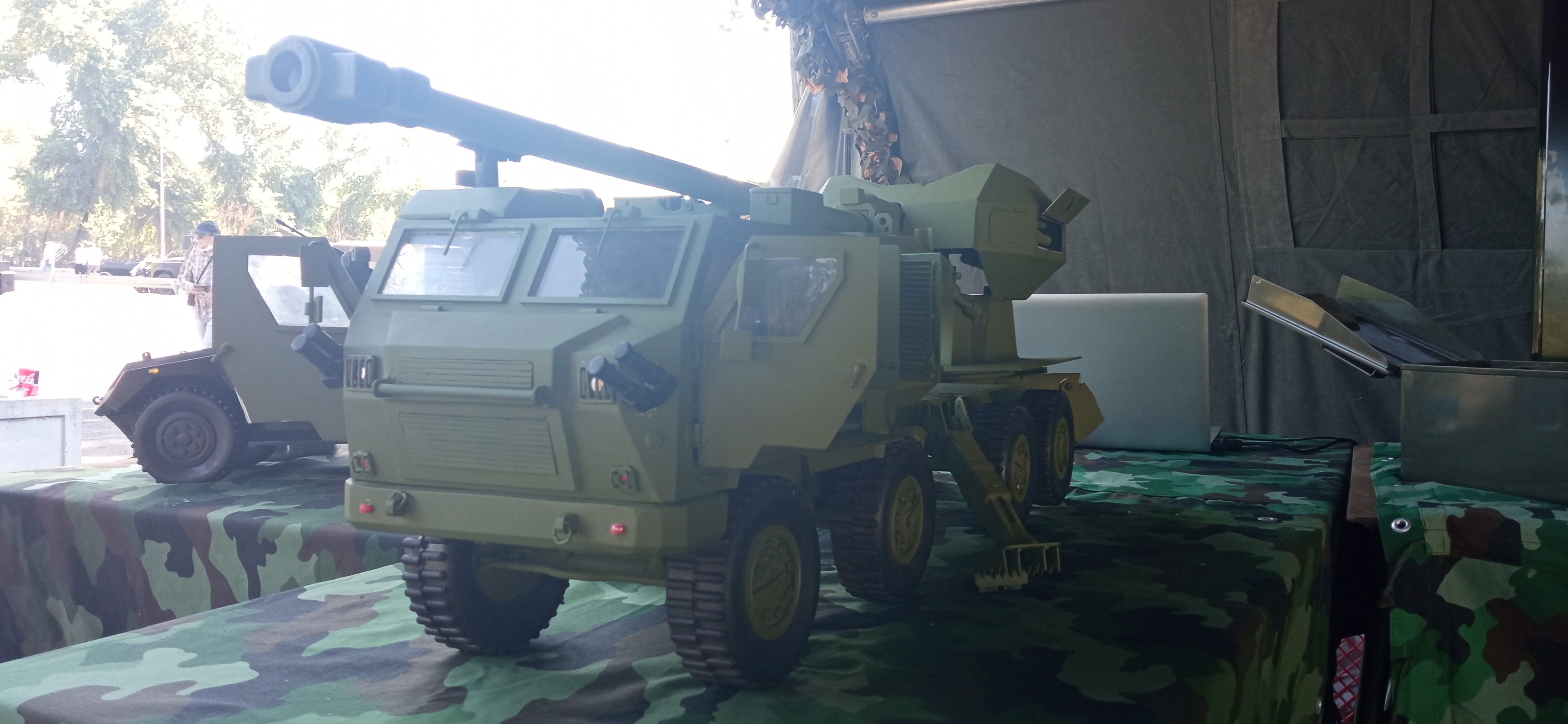
En modell av Nora B-52.